# ファビオ・カペッロ
ファビオ・カペッロ（Fabio Capello, 1946年6月18日 - ）は、イタリア・フリウリ＝ヴェネツィア・ジュリア州サン・カンツィアン・ディゾンツォ出身の元サッカー選手、元サッカー指導者、現サッカー解説者。現役時代のポジションは、ミッドフィールダー。
現役時にはASローマ、ユヴェントス、ACミランに在籍し、イタリア代表としても活躍した。
引退後は古巣のミラン、ローマ、ユヴェントスで監督を務め、それぞれをリーグ優勝に導いた。また、2度にわたってスペインのレアル・マドリードの指揮官に就任し、在任2シーズンで2度のリーグ制覇を達成した。その後、イングランド代表、ロシア代表監督を歴任。

## 経歴

### 選手経歴

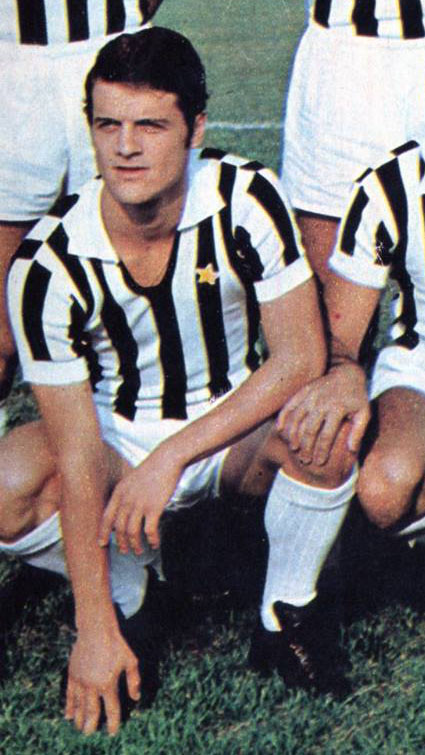
選手時代のカペッロ

父親は小学校の教師で、サッカー選手でもあった家に生まれた。叔父のマリオ・トルトゥールもサンプドリアなどでプレーしたサッカー選手であった。ピエリスというクラブのユースでサッカーを始め、注目される存在となっていった。以前のイタリア代表監督で、当時ACミランのスカウトであったジュゼッペ・ヴィアーニからもスカウトを受けたが、SPAL 1907へ入団することとなった。
1964年にSPAL 1907で選手キャリアをスタート。1967年にASローマへ移籍すると、1969年のコッパ・イタリア制覇に貢献し、自身初となるタイトルを獲得をした。ローマでは84試合で18得点を挙げるなど、チームの中心であった。この活躍により強豪ユヴェントスへ移籍、ここでは若いチームの中にあって、リーダー的役割を担い3度のリーグ優勝を果たした。1976年まで7シーズン在籍、10番でプレーした。カップウィナーズカップ決勝のリーズ戦では、ホームの第1戦で1得点を決め2-2、アウェイでは1-1、合計スコアは3-3ながら、ホームでの失点が1多く、タイトルを獲得出来なかった。1971-72シーズン、リーグ戦では自己最多の9得点を挙げ、リーグ優勝を果たした。1972-73シーズン、リーグ優勝を果たしたが、UEFAチャンピオンズリーグ決勝に進出したが、アヤックスに敗れて準優勝に終わった。1973-74シーズン、アヤックスの代理で出場したインターコンチネンタルカップではCAインデペンディエンテに敗れ、リーグも2位に終わった。1974-75シーズンのリーグ優勝を最後にユヴェントスを離れ、1976-77シーズンからACミランへ移籍した。ミランでの最後の2シーズンは怪我の影響で、控え選手となったが、1978-79シーズンに自身4度目となるスクデットを獲得。1979-80シーズンを最後に、34歳で現役を引退した。
イタリア代表として1972年5月13日にベルギー戦で代表デビュー。1974 FIFAワールドカップ西ドイツ大会を始め32試合出場8得点を記録した。彼の選手生活におけるハイライトの一つは、1973年11月14日にウェンブリー・スタジアムで行われたイングランドとの試合である。カペッロのゴールでイタリアはイングランドを1-0で下し、イングランドからウエンブリーでの初勝利を記録した。

### クラブ監督として

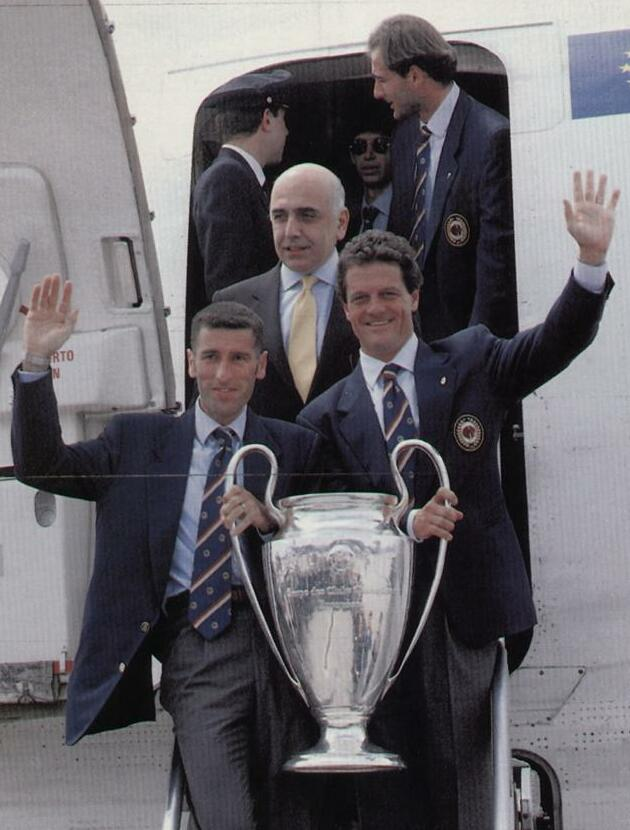
ACミラン監督時代のカペッロ

引退後はイタリアのテレビ局でサッカー解説者を務めていた。1986-1987シーズンにはACミランのユースを指導していたが、終盤にシーズン終了までの5試合で臨時監督を務め、UEFAカップ出場権をかけたプレーオフでUCサンプドリアを破って、出場権獲得に成功した。翌シーズンからアリゴ・サッキにバトンをつないだ。それから4年後の1991年、サッキの後任として再びACミランの監督に就任する。
数多くのスーパースターを抱え「グランデ・ミラン」（偉大なミラン）や「リ・インヴィンチービリ」（無敵）と呼ばれた当時のミランをまとめ上げ、セリエAでは1991-92シーズンの無敗優勝、1992-93、1993-94とリーグ3連覇を果たし、1995-96年度にも優勝、5年間で4度のスクデットを獲得した、またUEFAチャンピオンズリーグでは1992-93シーズンから1994-95シーズンまで3季連続で決勝に進出させ、特に1993-94シーズンにはヨハン・クライフ率いるバルセロナを決勝で4-0という大差で下し優勝するなど、監督としての地位と評価を確立した。1995-96シーズンにリーグ優勝を最後に勇退した。
1996-97シーズンからパルマの監督に就任することで合意していたが、翻意してレアル・マドリードの監督に就任。就任初年度でチームにリーグ優勝をもたらすも、わずか1年で解任された。成績不振に喘いでいたACミランの監督に再度就任するもチームを立て直すことが出来ず、1シーズンで退任した。
1999年にASローマの監督に就任。2000-01シーズンにローマに18年ぶりのリーグ優勝をもたらし、2度の2位という実績を残す。2004-05シーズンからはユヴェントスへ電撃移籍。ここでも手腕を発揮し、就任初年度にリーグ優勝を達成した。その後、2年連続でセリエA優勝を達成するも、2005-06シーズンのカルチョ・スキャンダルによるチームのセリエB降格と同時に監督の座を退いた。
2006年からレアル・マドリードの監督に復帰。序盤はもたついたものの、終盤にはチームを立て直し、奇跡の逆転劇の末、銀河系軍団と呼ばれながらも迷走していたレアル・マドリードに4シーズンぶりのリーガタイトルをもたす。このシーズン中、一度は辞任を決断したが、カルデロン会長に留意され、プレドラグ・ミヤトヴィッチスポーツディレクターにチームのことについて干渉させないことを条件に残留した。シーズン終了後、選手たちは監督続投を希望したが、勝利することを第一とするカペッロのサッカーは、見て楽しくないという、ファンたちの求めているスペクタクルな内容ではないとし、カルデロン会長は一度目の解任時と同様の理由で解任した。レアル・マドリードを就任初年度に優勝させ、直後にクラブを去るのはこれで2度目となった。カペッロ自身はインタビューの中でもう一度レアルから監督就任の話が来ても行くことはないだろうと語っている。

### イングランド代表

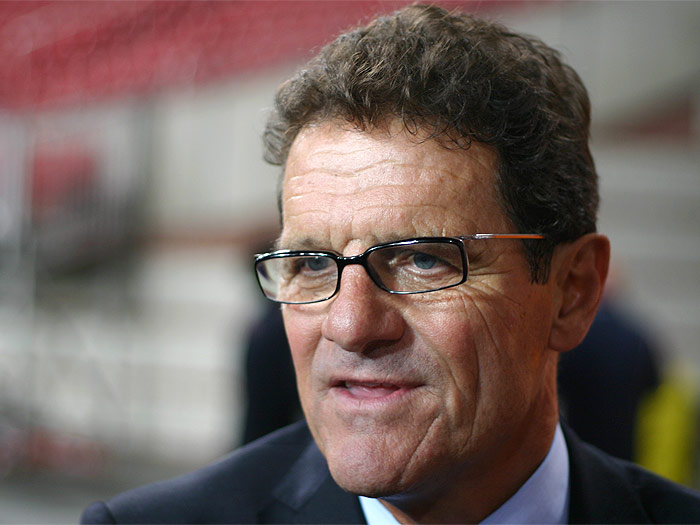
イングランド代表監督時代のカペッロ

2007年、UEFA EURO 2008の予選から敗退した責任で前任のスティーブ・マクラーレンが解雇された後、イングランド代表監督の座に興味を示し自ら進んでアピール。12月15日に正式に監督就任が決定した。2008年1月7日からの4年半の契約となった。カペッロはイングランド代表監督という仕事は「私のサッカー人生の集大成」と語っている。
迎えた2010 FIFAワールドカップ・ヨーロッパ予選では圧倒的な強さで予選を突破し本大会出場を決めた。しかし2010 FIFAワールドカップ本大会では初戦から低調なパフォーマンスに始まり、グループリーグをかろうじて突破したものの決勝トーナメント1回戦のドイツ戦では、フランク・ランパードのゴールが認められない誤審もあり4-1で大敗した。大会後は解任の噂もあったがUEFA EURO 2012出場を目指して続投が決まった。
2012年2月8日、イングランドサッカー協会は、ジョン・テリーのアントン・ファーディナンドへの人種差別発言疑惑への影響で、自分に相談せずに、テリーをキャプテンから外したことに異を唱え、EURO2012を前にして代表監督を辞任した。

### ロシア代表
2012年7月26日、ロシア代表監督に就任。2015年7月14日に退任した。

### 江蘇蘇寧足球倶楽部
2017年6月11日、中国サッカー・スーパーリーグ・江蘇蘇寧足球倶楽部の監督就任が発表された。2018年3月28日に退任、同時に監督業からの引退を発表、その後はサッカー解説者として活動している。

## 監督としての特徴
- 守備的な布陣を敷き、堅実な戦術で試合を運ぶスタイルを好む。カテナチオの第一人者であるネレオ・ロッコから影響を受けており[11]、現代においてその精神を受け継ぐ監督である。

- ACミランで指導したクリスティアン・パヌッチを重宝し、レアル・マドリードの監督時代に獲得、更にローマの監督時にも獲得[12]、ロシア代表監督に就任したカペッロは、パヌッチをアシスタントコーチに添えた[12]。同様にロベルト・ドナドーニも重宝し、レアル・マドリードの監督に就任すると獲得を試みた[13]。また自らがミランの監督として複帰すると、強く希望してチームに複帰させた[13]。

- 純粋かつ激しい競争の下での選手の質の向上を謳っており、年齢や実績の差を基準とするヒエラルキーを自身のチーム内に置かないことで知られる。いわく「私のチームで先発を勝ち取る条件とは唯一つ。それは好敵手を圧倒するモチベーション、それ以外にない」と語っている[14]。 チームに絶対欲しい選手のタイプを問われた際は、「自らを常に犠牲に出来る者、試合は勿論、普段の練習から全力を尽くす者。何よりもタフな精神力を持つ者。真っ先に浮かぶのはエメルソン」と答えている[11]。しかし、サヴィチェビッチは、自身が好む、練習から100パーセントの力を出し、試合でもチームの為に攻守に労を惜しまず動くタイプの選手ではなかったが、違いを生み出せる特別な選手であるとし、ミラン加入後しばらくの後からは起用していた[15]。

- 規律に厳しく、選手を完全な支配下に置いた上で采配を振る。過去には不甲斐ないプレーをしているとして「過去の栄光でプレーしている連中」とミランの選手を批判し、一目置いていたマルセル・デサイーに「私は君だけを残し、他の全員を放出する」と言ったというエピソードがある[16]。

- 試合途中に投入した選手をわずか5分で下げたことが何度かあり、アドリアン・ムトゥやデヤン・サビチェビッチがその被害者となった[17]。

## 語録
- 「ひらめきや創造性とは、言葉を変えれば単なる『意外性』に過ぎない」[18]
- 「カルチョとは極めて単純な競技に過ぎない。とすれば、単純にプレーすれば誤ちは回避できる」[18]
- 「モダンフットボールにファンタジスタの居場所はない」[19]
  - 一方で、世界屈指のファンタジスタであるアレッサンドロ・デル・ピエロのことを「イタリアが誇るべき偉大な男」と評している[18]。

## 代表歴

### 出場大会
- イタリア代表
  - 1974 FIFAワールドカップ

### 試合数
- 国際Aマッチ 31試合 7得点（1972年-1976年）[20]

| イタリア代表 | 国際Aマッチ | 国際Aマッチ |
| 年           | 出場        | 得点        |
| ------------ | ----------- | ----------- |
| 1972         | 6           | 1           |
| 1973         | 8           | 3           |
| 1974         | 6           | 1           |
| 1975         | 4           | 1           |
| 1976         | 7           | 1           |
| 通算         | 31          | 7           |

## 監督成績
| シーズン | 指揮クラブ         | リーグ戦成績                | ヨーロッパカップ戦成績            |
| -------- | ------------------ | --------------------------- | --------------------------------- |
| 1986-87  | ACミラン           | セリエA 5位                 | 不出場                            |
| 1991-92  | ACミラン           | セリエA 優勝                | 不出場                            |
| 1992-93  | ACミラン           | セリエA 優勝                | UEFAチャンピオンズリーグ 準優勝   |
| 1993-94  | ACミラン           | セリエA 優勝                | UEFAチャンピオンズリーグ 優勝     |
| 1994-95  | ACミラン           | セリエA 4位                 | UEFAチャンピオンズリーグ 準優勝   |
| 1995-96  | ACミラン           | セリエA 優勝                | UEFAカップ ベスト8                |
| 1996-97  | レアル・マドリード | リーガ・エスパニョーラ 優勝 | 不出場                            |
| 1997-98  | ACミラン           | セリエA 9位                 | 不出場                            |
| 1999-00  | ASローマ           | セリエA 5位                 | UEFAカップ ベスト16               |
| 2000-01  | ASローマ           | セリエA 優勝                | UEFAカップ ベスト16               |
| 2001-02  | ASローマ           | セリエA 2位                 | UEFAチャンピオンズリーグ ベスト16 |
| 2002-03  | ASローマ           | セリエA 8位                 | UEFAチャンピオンズリーグ ベスト16 |
| 2003-04  | ASローマ           | セリエA 2位                 | UEFAカップ ベスト16               |
| 2004-05  | ユヴェントス       | セリエA 優勝（のちに剥奪）  | UEFAチャンピオンズリーグ ベスト8  |
| 2005-06  | ユヴェントス       | セリエA 優勝（のちに剥奪）  | UEFAチャンピオンズリーグ ベスト8  |
| 2006-07  | レアル・マドリード | リーガ・エスパニョーラ優勝  | UEFAチャンピオンズリーグ ベスト16 |

## タイトル

### 選手時代
ASローマ
- コッパ・イタリア:1回（1968-69）

ユヴェントスFC
- セリエA:3回（1971-72、1972-73、1974-75）

ACミラン
- セリエA:1回（1978-79）
- コッパ・イタリア:1回（1976-77）

### 監督時代
ACミラン
- セリエA:4回（1991-92、1992-93、1993-94、1995-96）
- スーペルコッパ・イタリアーナ:3回（1992、1993、1994）
- UEFAチャンピオンズリーグ:1回（1993-94）
- UEFAスーパーカップ:1回（1994）

レアル・マドリード
- プリメーラ・ディビシオン:2回（1996-97、2006-07）

ASローマ
- セリエA:1回（2000-01）
- スーペルコッパ・イタリアーナ:1回（2001）

個人
- パンチーナ・ドーロ（ゴールデンベンチ）:4回（1991-92、1993-94、1996-97、2000-01）
- セリエA年間最優秀監督:1回（2005）
- BBC・スポーツ・パーソナリティ・オブ・ザ・イヤー・コーチ賞:1回（2009）
- マルカ・レジェンダ（2011）
- グラン・ガラ・デル・カルチョ批評家賞（2011）
- UEPS欧州年間最優秀監督（1994）
- UEPS欧州シーズン最優秀監督（1993-94）
- イタリアサッカー殿堂（2013）
- AIACフットボールリーダーキャリアアワード（2016）
- ACミラン殿堂